# Jurij Smotryč
Jurij Ivanovyč Smotryč (ukrajinsky Юрій Іванович Смотрич, rusky Юрий Иванович Смотрич, Jurij Ivanovič Smotrič) (* 5. června 1962 v Oděse) je bývalý sovětský a ukrajinský fotbalový obránce.

## Fotbalová kariéra
V československé lize hrál za Zbrojovku Brno, nastoupil za ni v 29 prvoligových utkáních, jednou skóroval (12. května 1991 v rámci zápasu 25. kola ročníku 1990/91 na hřišti Sparty Praha – byl to jeho jediný prvoligový gól v kariéře). Hrál také sovětskou (1983–1986, 1989–1990) a ukrajinskou (1993–1995) nejvyšší soutěž, poté hrál ještě 2 sezony nižší americké soutěže za Rochester Rhinos (A-League, poté USL First Division). V roce 1990 se loučil s Černomorcem Oděsa vítězstvím v sovětském poháru, po kterém přestoupil do Zbrojovky Brno. Trvale žije v USA.

## Ligová bilance
| Ročník                                   | Zápasy | Góly | Klub                         |
| ---------------------------------------- | ------ | ---- | ---------------------------- |
| 1. sovětská fotbalová liga 1983          | 12     | 0    | Černomorec Oděsa             |
| 1. sovětská fotbalová liga 1984          | 17     | 0    | Černomorec Oděsa             |
| 1. sovětská fotbalová liga 1985          | 8      | 0    | Černomorec Oděsa             |
| 1. sovětská fotbalová liga 1986          | 14     | 0    | Černomorec Oděsa             |
| 1. sovětská fotbalová liga 1989          | 16     | 0    | Černomorec Oděsa             |
| 1. sovětská fotbalová liga 1990          | 2      | 0    | Černomorec Oděsa             |
| 1. československá fotbalová liga 1990/91 | 11     | 1    | FC Zbrojovka Brno            |
| 1. československá fotbalová liga 1992/93 | 18     | 0    | FC Boby Brno                 |
| 1. ukrajinská fotbalová liga 1993/94     | 15     | 0    | FC Čornomorec Oděsa          |
| 1. ukrajinská fotbalová liga 1994/95     | 10     | 0    | FC Čornomorec Oděsa          |
| 1. ukrajinská fotbalová liga 1994/95     | 11     | 0    | SK Mykolajiv                 |
| 1. ukrajinská fotbalová liga 1995/96     | 7      | 0    | Prykarpattia Ivano-Frankivsk |
| CELKEM 1. liga SSSR                      | 69     | 0    |                              |
| CELKEM 1. liga ČSFR                      | 29     | 1    |                              |
| CELKEM 1. liga Ukrajiny                  | 43     | 0    |                              |